# مزمل حسين
مزمل حسين (بالإنجليزية: Muzammil Hussain) هو لاعب كرة قدم باكستاني في مركز حراسة المرمى، ولد في 6 سبتمبر 1993 في راولبندي في باكستان. شارك مع منتخب باكستان لكرة القدم. أما مع النوادي، فقد لعب مع WAPDA F.C. ‏.

## وصلات خارجية
- مزمل حسين على موقع قاعدة بيانات كرة القدم.إي يو (الإنجليزية)
- مزمل حسين على موقع ناشيونال فوتبول تيمز (الإنجليزية)
- مزمل حسين على موقع Soccerway.com (الإنجليزية)
- مزمل حسين على موقع GSA (الإنجليزية)